# Hồng (họ)

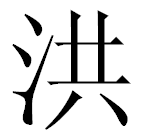
họ Hồng viết bằng chữ Hán

Hồng là một họ của người châu Á. Họ này có mặt ở Việt Nam, Triều Tiên (Hangul: 홍, Romaja quốc ngữ: Hong) và Trung Quốc (chữ Hán: 洪, bính âm: Hong). Trong danh sách Bách gia tính họ này đứng thứ 92, về mức độ phổ biến họ này xếp thứ 99 ở Trung Quốc theo thống kê năm 2006. Đây là họ phổ biến thứ 20 ở Hàn Quốc theo thống kê năm 2000. Người Trung Quốc còn một họ nữa cũng có phiên âm Hán-Việt là Hồng, đó là họ 紅, tuy nhiên họ này hiếm gặp hơn họ Hồng (洪).

## Người Việt Nam
- Hồng Hiến, đại thần nhà Tiền Lê, nguyên là người Trung Quốc di cư.
- Hồng Xương Long, nhạc sĩ
- Hồng Quang Minh, tức Minh Béo, diễn viên hài

## Người Trung Quốc họ Hồng (洪)
- Hồng Quân Lão Tổ - Sư phụ của Tam Thanh (Đạo Giáo)
- Hồng Hạo, tướng thời Nam Tống
- Hồng Thăng, nhà văn thời nhà Thanh
- Hồng Thừa Trù, Tướng lĩnh Nhà Thanh thời Khang Hy
- Hồng Lượng Cát, học giả thời nhà Thanh
- Hồng Hy Quan, võ sư thời nhà Thanh
- Hồng Tú Toàn, người đứng đầu phong trào Thái Bình Thiên Quốc
- Hồng Thiên Quý Phúc, con trai của Hồng Tú Toàn, vua cuối cùng của Thái Bình Thiên Quốc
- Hồng Nhân Can, Can Vương của Thái Bình Thiên Quốc
- Hồng Học Trí, tướng lĩnh thuộc Giải phóng quân Trung Quốc
- Hồng Kim Bảo, tên khai sinh Hồng Tam Mao, diễn viên, đạo diễn Hồng Kông

## Người Triều Tiên họ Hong
- Hong Jin (Hồng Chấn), tổng thống của Chính phủ lâm thời Cộng hòa Triều Tiên
- Hong Song-nam (Hồng Thành Nam), thủ tướng Cộng hòa Dân chủ Nhân dân Triều Tiên
- Hong Myung-Bo (Hồng Minh Phủ), cầu thủ bóng đá Hàn Quốc
- Hong Sang-soo (Hồng Thượng Tú), đạo diễn điện ảnh Hàn Quốc
- Hong Kyung Min (Hồng Cảnh Dân), ca sĩ Hàn Quốc
- Hong Ri-na (Hồng Lị Na), diễn viên Hàn Quốc
- Hong Guk-yeong (Hồng Quốc Vinh), quan dưới triều đại joseon
- Hong Jin-young (Hồng Chân Anh), ca sĩ Hàn Quốc
- Joshua Hong tên thật là Hong Ji-soo (Hán Việt: Hồng Tri Tú), thành viên nhóm nhạc Seventeen
- Hong Eunchae ( Hồng Ân Thái ), thành viên nhóm nhạc Le Sserafim

## Người họ Hồng khác
- Hong Sa Ik (Hồng Tư Dực), trung tướng Lục quân Đế quốc Nhật Bản, người gốc Triều Tiên